# Winkfield Row
Winkfield Row är en by i Bracknell Forest i Berkshire i England. Orten har 1 777 invånare (2001).